# Opéra du Quai au Foin
L'Opéra du Quai au Foin est la première salle de spectacle ouverte au public à Bruxelles. Inaugurée en 1682, elle fut abandonnée en 1699 et devint un entrepôt.
Sous l'impulsion du gouverneur des Pays-Bas espagnols Alexandre Farnese, Gio-Battista Petrucci, « historien du roi », et Pierre Fariseau, notable de Bruxelles, louent à un écuyer de la ville un bâtiment situé sur les prairies du Grand Béguinage, au rivage du quai au Foin. En quelques mois le bâtiment est transformé en théâtre et les décors et accessoires du palais, où se tenaient jusque-là les représentations, sont acheminés vers la nouvelle salle.
L'inauguration a lieu le 24 janvier 1682 et les représentations d'ouverture durent pendant toute la période du carnaval. Petrucci a sous ses ordres plus de 140 personnes, acteurs, musiciens et machinistes compris. La première pièce qu'on y donne est Egeo in Atene, opéra d'Angelo Vitali, suivie de nombreuses œuvres de Lully.
Abandonné une première fois en 1689, l'opéra rouvre ses portes fin 1694 sous la direction conjointe de Gio Paolo Bombarda et de Pietro Antonio Fiocco. Il ferme définitivement fin 1697 pour laisser la place, trois ans plus tard, au nouveau « Théâtre sur la Monnoye ».

## Note
1. ↑  Aujourd'hui quai aux Pierres de Taille. Le n° 28, correspondant à l'ancien opéra, abrite aujourd'hui les Archives et musée de la vie flamande à Bruxelles (AMVB).